# Otala de Catalogne
Otala punctata
Espèce
Synonymes
- Otala (Otala) punctata (O. F. Müller, 1774)[2]

L'Otala de Catalogne, Otala punctata, est une espèce d'escargots terrestres, pulmonés de la famille des Helicidae. Il entre dans la préparation d'une spécialité culinaire du Sud de l'Espagne accompagné d'une sauce tomate épicée. C'est une espèce protégée en France par l'arrêté du 23 avril 2007 fixant les listes des mollusques protégés sur l'ensemble du territoire et les modalités de leur protection.

## Distribution
Cette espèce se trouve en Espagne et dans le Sud de la France.
Introduite aux États-Unis, elle y est considérée comme invasive.

## Description
Sa coquille fait de 28–39 mm de diamètre pour 18–24 mm de haut.
|  |  |  |